# كليمنت بالما
كليمنت بالما (بالإسبانية: Clemente Palma)‏ هو كاتب قصص قصيرة وصحفي وناقد أدبي وكاتب مقالات وروائي وسياسي بيروفي، ولد في 3 ديسمبر 1872 في ليما في بيرو، وتوفي بنفس المكان في 13 أغسطس 1946. انتخب عضو مجلس نواب بيرو (1919 – 1931).